# Avratîn, Volociîsk
Avratîn (în ucraineană Авратин) este localitatea de reședință a comunei Avratîn din raionul Volociîsk, regiunea Hmelnîțkîi, Ucraina.

## Demografie
Componența lingvistică a localității Avratîn
     Ucraineană (98,73%)
     Rusă (1,27%)
Conform recensământului din 2001, majoritatea populației localității Avratîn era vorbitoare de ucraineană (98,73%), existând în minoritate și vorbitori de rusă (1,27%).